# Тяпкин, Николай Дмитриевич
Николай Дмитриевич Тяпкин (1869—1929) — русский инженер путей сообщения и педагог, ординарный профессор и  ректор Московского института инженеров путей сообщения императора Николая II, действительный статский советник.

## Биография
В службе и классном чине с 1894 года после окончания Института инженеров путей сообщения императора Александра I служил по ведомству министерства путей сообщения.
На 1899 год коллежский секретарь, с 1902 года коллежский асессор — штатный преподаватель ИМИУ.
С 1905 года надворный советник, с 1908 года статский советник — экстраординарный профессор (читал курс лекций по водяным сообщениям) и одновременно директор Императорского Московского инженерного училища. С 1913 года назначен ординарным профессором и ректором Московский институт инженеров путей сообщения императора Николая II.
В 1914 году произведён в действительные статские советники. Был награждён орденами: Св. Владимира 3-й ст. (1915) и 4-й ст., Св. Анны 2-й ст., Св. Станислава 2-й ст. (1908). С 1915 года начальник Управления внутренних водных путей и шоссейных дорог с оставлением в должностях ректора и ординарного профессора.
С 1914 по 1917 годы был председателем и главным руководителем Комиссии по введению метрической системы в России.

## После Октябрьской революции
Как «убеждённый монархист» и «один из активных руководителей и инициаторов всяких контрреволюционных выступлений» был арестован 16 августа 1922 года. Решением Комиссии НКВД по административным высылкам от 5 января 1923 года был приговорён к высылке в Сибирь сроком на три года. В связи с болезнью высылка была отсрочена. Решением Комиссии по административным высылкам от 13 апреля 1923 года был выслан в Новониколаевск.
Тяпкин Николай Дмитриевич. Профессор. Проживает по Бахметьевской, д. 15, кв. 2. По убеждению монархист, один из активных руководителей и инициаторов всяких контрреволюционных выступлений в институте. Руководитель декабрьской забастовки. Старый царский сановник. Бывший начальник правления водных путей и шоссейных дорог Министерства путей сообщения. Открыто проповедует свои монархические убеждения. 6 декабря 1921 г. часть своей лекции посвятил памяти Николая II как основателя института. В 1905 г. Тяпкин участвовал в подавлении забастовки студентов и рабочих и при этом имел связь с полицией. Связан с белой организацией. Произвести обыск, арест и выслать за границу. Главпрофобр за высылку. По делу Вольно-экономического обществаиз Постановления Политбюро ЦК РКП(б) от 10 августа 1922 г.
Реабилитирован в 2000 году.